# Städtisches Museum Hann. Münden
Das Städtische Museum Hann. Münden ist ein Museum in Hann. Münden in  Niedersachsen. Das Museum im Welfenschloss Münden zeigt in seiner Dauerausstellung die Handwerks- und Kulturgeschichte der Stadt.

## Geschichte
Das Museum wurde am 29. Juli 1898 unter der Bezeichnung „Altertümer- und Eberlein-Museum“ im Welfenschloss feierlich eröffnet. Es gilt als eines der ältesten kommunalen Museen in Niedersachsen. Das Museum ging aus zwei Sammlungsbeständen hervor. Zum einen war dies die museale Ausstellung im unteren Turmzimmer der Tillyschanze mit etwa 1800 Objekten im Jahr 1887. Dazu gehörten archäologische Fundstücke, die 1881 bei der Errichtung der Tillyschanze in der Baugrube geborgen wurde. Zum anderen Sammlungsbestand gehörte eine große Anzahl von Gipsmodellen, die der Mündener Bildhauer Gustav Eberlein ab 1893 aus seinem Atelier in Berlin in das Welfenschloss bringen ließ. Durch die Restaurierung des Schlosses Ende des 19. Jahrhunderts war es möglich, die Sammlungen in angemessenen Räumlichkeiten zu präsentieren.

## Ausstellung
Die Museumsausstellung befindet sich auf drei Etagen. Bei der Präsentation in der Abteilung Stadtgeschichte werden eine Apotheke, ein Krämerladen, eine Wohnungseinrichtung um 1900 und eine Zinngießerwerkstatt gezeigt. Darüber hinaus gibt es die Abteilungen Stadtarchäologie, Handel, Schifffahrt und Verkehr (Mündener Stapelrecht) sowie Werke von Gustav Eberlein. Des Weiteren gehören zur Ausstellung Funde aus dem Römerlager Hedemünden. Auch beherbergt das Museum die umfangreichste Sammlung von Fayencen der Fayence-Manufaktur Münden aus dem 18. und 19. Jahrhundert.

### Sonderausstellungen
- 2001: „Kinderspiel-Sammlerwelten“ als Lego-Ausstellung mit 4500 Besuchern
- 2009: „Spur des Imperiums“ zum Römerlager Hedemünden mit 9000 Besuchern
- 2010: „Elisabeth bin ich genannt – Herzogin Elisabeth von Braunschweig-Lüneburg (1510-1558)“ zum 500. Geburtstag mit 3700 Besuchern[2]
- 2017: Ausstellung zu Gustav Eberlein zum 170. Geburtstag mit 2800 Besuchern

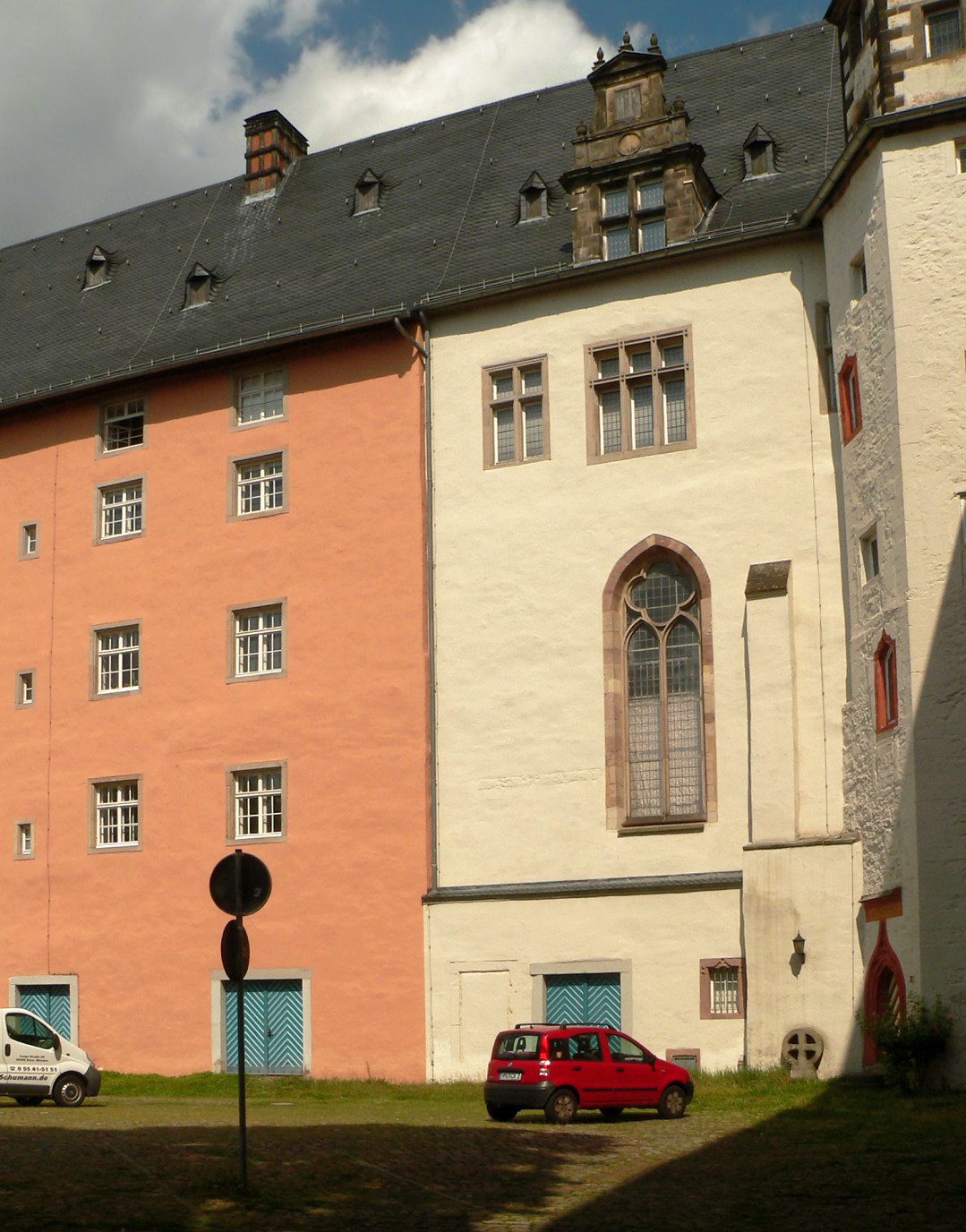
Sitz des Museums im Welfenschloss Münden im Bereich der früheren Schlosskirche und des angrenzenden Baus
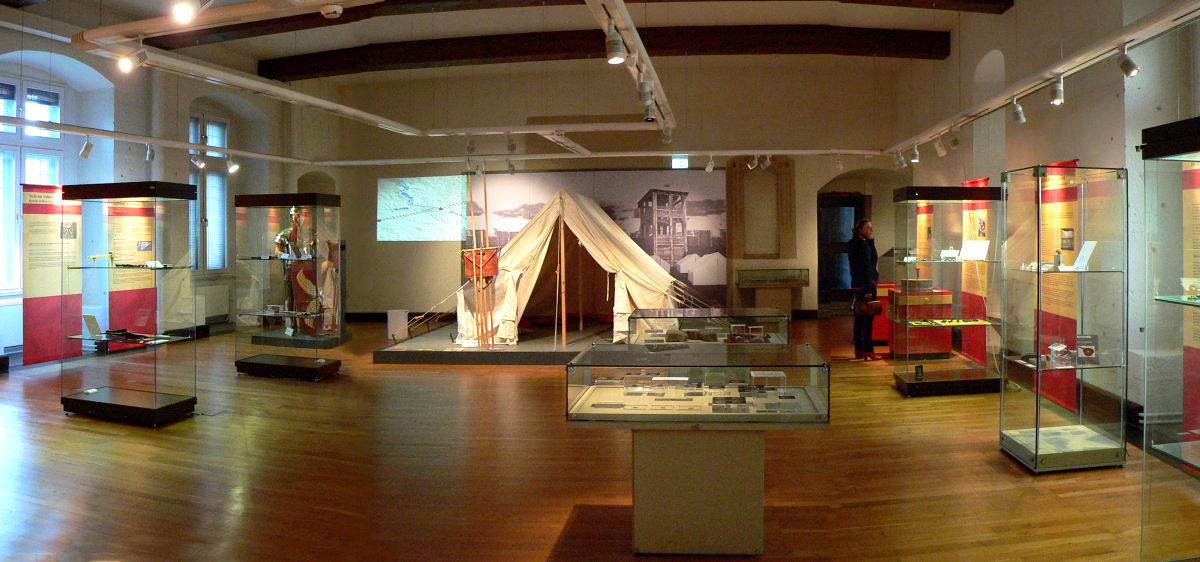
Ausstellung zum Römerlager Hedemünden
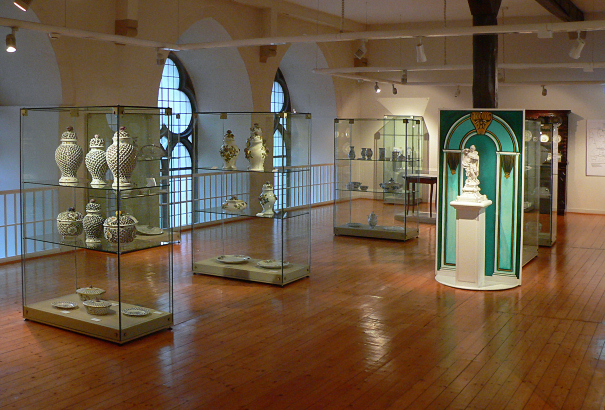
Ausgestellte Produkte der Fayence-Manufaktur Münden

## Leiter
- -2001: Johann Dietrich von Pezold
- 2001–2024: Martina Krug